# جان مارك شيشكو
جان مارك شيشكو (بالسلوفينية: Žan Mark Šiško)‏ مواليد 29 يونيو 1997 في ليوبليانا، هو لاعب كرة سلة سلوفيني. بدأ مسيرته الاحترافية في سنة 2014. لعب مع نادي أوليمبيا لكرة السلة في الدوري السلوفيني لكرة السلة ونادي سيبونا لكرة السلة في الدوري الكرواتي لكرة السلة الدرجة الأولى.

## روابط خارجية
- جان مارك شيشكو على موقع الاتحاد الدولي لكرة السلة (الإنجليزية)
- جان مارك شيشكو على موقع الدوري الأوروبي لكرة السلة (الإنجليزية)
- جان مارك شيشكو على موقع كرة السلة الأوروبية.كوم (الإنجليزية)
- جان مارك شيشكو على موقع ريلجم (الإنجليزية)
- جان مارك شيشكو على موقع سبورتس رفرنس (الإنجليزية)